# Peaches (musiker)

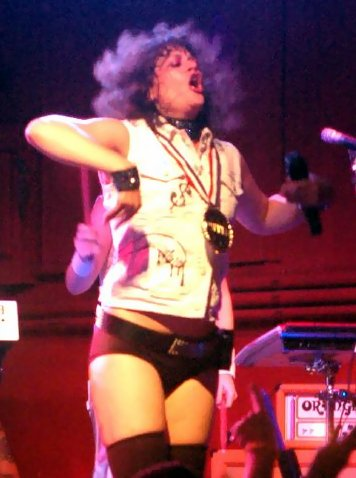
Peaches på scen i Kanada, 2006.

Merrill Beth Nisker, född 11 november 1966 i Toronto i Kanada, mest känd under artistnamnet Peaches, är en electroclash-musiker, idag bosatt och verksam i Berlin, Tyskland. Hon spelar själv de flesta instrumenten och programmerar de elektroniska slingorna i sin musik. Hennes texter handlar ofta om sex som exempelvis i låten Fuck the Pain Away vilket är en av hennes mest spelade låtar. Ett annat vanligt tema i Peaches musik är könsidentitet. På omslaget till albumet Fatherfucker bär hon helskägg.
Hennes låtar har ingått i soundtracken till flera filmer, bland annat Mean Girls, My little eye och Lost in translation. Hon medverkade också med sång i artisten Pinks album Try this i sången Oh my god. 
The Herms (där herms är en förkortning av hermaphrodites, alltså hermafroditerna) var hennes liveband under perioden 2007-2009 och där medverkade bland andra JD Samson från Le Tigre och Samantha Maloney från Hole. Hennes nuvarande liveband är Sweet Machine. Andra bandkonstellationer Peaches varit verksam i är folktrion Mermaid Cafe och Shit. Första albumet Fancypants Hoodlum släpptes under hennes riktiga namn Merrill Nisker. Artistnamnet Peaches tog hon från Nina Simone-låten Four Women där Simone skriker My name is Peaches! på slutet.

## Diskografi

### Album
- Fancypants Hoodlum (1995, under namnet Merrill Nisker)
- The Teaches of Peaches (2000 nyutgåva med bonusskiva kom 2002)
- Fatherfucker (2003)
- Impeach My Bush (2006)
- I Feel Cream (2009)
- Rub (2015)

### Singlar
- Lover Tits (2000)
- Set It Off (2001)
- Operate (2003)
- Rockshow (2003)
- Kick It (tillsammans med Iggy Pop) (2004)
- Downtown (2006)
- Boys Wanna Be Her (2006)
- Wild Thing (2007)
- Talk To Me / More (2009)
- Lose You (2009)
- I Feel Cream (2009)